# Jiubing (sockenhuvudort i Kina, Liaoning Sheng, lat 41,64, long 124,11)
Jiubing är en sockenhuvudort i Kina. Den ligger i provinsen Liaoning, i den nordöstra delen av landet, omkring 61 kilometer öster om provinshuvudstaden Shenyang. Antalet invånare är 18 214. Befolkningen består av 8 721 kvinnor och 9 493 män. Barn under 15 år utgör 13,0 %, vuxna 15-64 år 77 %, och äldre över 65 år 9,0 %.
Runt Jiubing är det ganska tätbefolkat, med 83 invånare per kvadratkilometer. Jiubing är det största samhället i trakten. I omgivningarna runt Jiubing växer i huvudsak blandskog.
Genomsnittlig årsnederbörd är 1 120 millimeter. Den regnigaste månaden är juli, med i genomsnitt 254 mm nederbörd, och den torraste är januari, med 9 mm nederbörd.